# Шанон Хилс (Арканзас)
Шанон Хилс (енгл. Shannon Hills) град је у америчкој савезној држави Арканзас.

## Демографија
По попису из 2010. године број становника је 3.143, што је 1.138 (56,8%) становника више него 2000. године.
| Група             | 2000.         | 2010.         |
| Белци             | 1.833 (91,4%) | 2.150 (68,4%) |
| Афроамериканци    | 79 (3,9%)     | 668 (21,3%)   |
| Азијати           | 15 (0,7%)     | 41 (1,3%)     |
| Хиспаноамериканци | 41 (2,0%)     | 222 (7,1%)    |
| Укупно            | 2.005         | 3.143         |